# 1855 en journalisme
Cet article présente les faits marquants de l’année 1855 en journalisme.

## Évènements
- Création du journal The Daily Telegraph.